# Exyston hadros
Exyston hadros är en stekelart som beskrevs av Mason 1959. Exyston hadros ingår i släktet Exyston och familjen brokparasitsteklar. Inga underarter finns listade i Catalogue of Life.